# سامي فيلو
سامي فيلو (8 مارس 1936 - 15 سبتمبر 2022)  كان سياسيًا ماليزيًا شغل منصب وزير الأشغال من يونيو 1983 إلى يونيو 1989.

## روابط خارجية
- موقع الكونجرس الهندي الماليزي